# Wolfgang Krause (Politiker)
Wolfgang Krause (* 4. Februar 1936 in Breslau; † 4. Juni 2020) war ein deutscher Politiker (CDU).

## Beruflicher Werdegang
Nach dem Abitur absolvierte Krause eine Lehre als Maschinenschlosser. Anschließend studierte er an der Ingenieurschule Bernburg (Ingenieur für chemischen Apparatebau) und an der Technischen Hochschule Leuna-Merseburg (Diplomingenieur für Verfahrenstechnik). Er arbeitete in chemischen Großbetrieben, in Coswig (Anhalt) als Konstrukteur und im VEB Gärungschemie Dessau als Betriebsingenieur. Von 1972 bis 1990 war er dort Chefkonstrukteur.

## Privat
Wolfgang Krause war evangelisch und verheiratet.

## Partei
Krause wurde 1954 Mitglied der CDU in der DDR. Von November 1989 bis Februar 1990 war er Kreisvorsitzender der CDU Dessau.

## Abgeordneter
Bei der ersten freien Wahl in der DDR am 18. März 1990 wurde Krause Mitglied der Volkskammer. Mit der Wiedervereinigung am 3. Oktober 1990 wurde er als einer von 144 Abgeordneten der Volkskammer in den Deutschen Bundestag kooptiert. Hier war er Mitglied im Auswärtigen Ausschuss und im Ausschuss für Raumordnung, Bauwesen und Städtebau. Bei den Wahlen zum 12. und zum 13. Deutschen Bundestag konnte er den Wahlkreis 289 mit 36,5 % bzw. 39,4 % direkt gewinnen.